# Пензенский театр юного зрителя

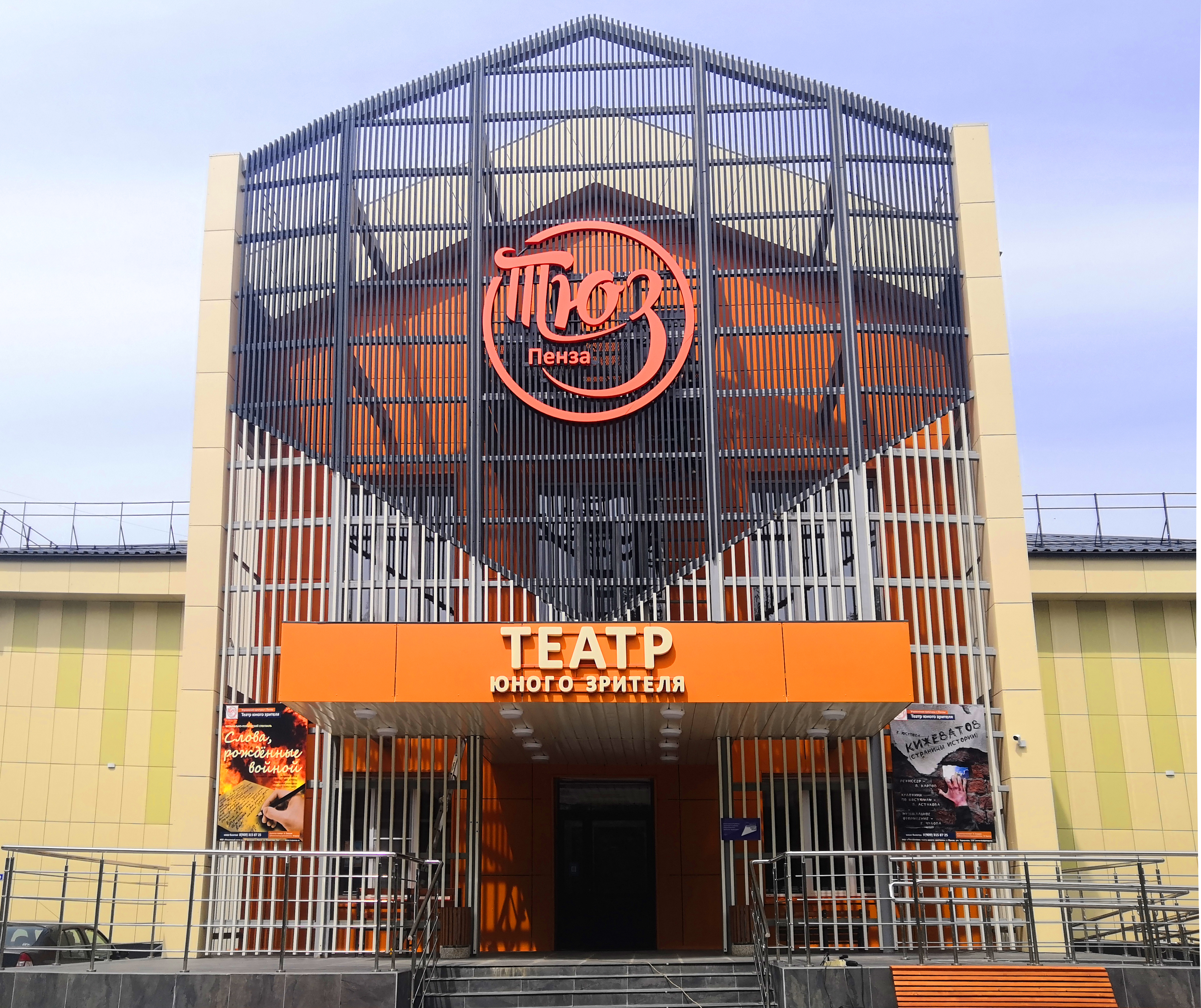

Пензенский театр юного зрителя — детский театр, основанный в Пензе в 1989 году. В настоящее время имеет статус муниципального бюджетного учреждения и находится в административном подчинении у Управления культуры г. Пензы. 

## История театра
Первый театр юного зрителя был открыт в Пензе 23 марта 1935 в помещении клуба имени Первого мая спектаклем «Клад» Е. Л. Шварца. В репертуар театра вошли «Хижина дяди Тома» Г. Бичер-Стоу, «Чапаев» Д. А. Фурманова, «Сказка о царе Салтане» А. С. Пушкина, «Брат» Н. Ф. Погодина. Художественным руководителем театра был В. И. Отрадин. Из-за финансовых трудностей театр был закрыт в том же году.
По инициативе Г. В. Мясникова Пензенский ТЮЗ был возрождён в 1989 г. Театру передали бывшее здание Пензенского дворянского собрания, которое с 1936 по 1987 г. занимал городской Дом пионеров и школьников (г. Пенза, ул. Кирова, д. 13). Это здание, одно из старейших в городе (построено в конце XVIII в.), требовало капитального ремонта и серьёзной реконструкции для приспособления его под театр. Проект реконструкции разрабатывался пензенским проектно-обследовательским кооперативом «Вертикаль», ООО «Новотех» (г. Пенза) и рядом других проектных организаций. Технологическую часть (механическое и осветительное оборудование сцены, технологическую звукофикацию) проектировал институт «Гипротеатр» (г. Москва). Из-за ограниченного финансирования ремонтно-строительных работ они затянулись на много лет. Недостроенное здание стало производственной базой театра, а для репетиционной работы и проката спектаклей ТЮЗ был вынужден длительно арендовать сценическую площадку городского Дворца пионеров и школьников (г. Пенза, ул. Бекешская, д. 14), а также по разовым договорам играть спектакли в городских домах и дворцах культуры. Театр открыл свой первый сезон 14 марта 1992 г. премьерой спектакля «Смерть Ван Халена» (пьеса А. Н. Шипенко, постановка Г. С. Мая).
Первым директором возрождённого ТЮЗа стал Вячеслав Львович Школьник, ранее возглавлявший Пензенский кукольный театр. В 1992-94 гг. главным режиссёром театра был Геннадий Саулович Май. В числе его постановок: «Иван-царевич» Ю. Ч. Кима, «Мэри Поппинс» П. Трэверс, «Билокси-блюз» Н. Саймона, «Влюбленный дьявол» Н. Н. Садур. Позднее с театром сотрудничали режиссёры В. Л. Чертков, О. А. Белинский, В. П. Пинчук, С. А. Герасимов, В. П. Баронов, Ю. В. Александров, А. А. Тер-Казаров.
С 1995 по 2009 г. директором театра был Александр Евгеньевич Коновалов, после его скоропостижной кончины этот пост занял Олег Григорьевич Глущенко. С 2008 г. главный режиссёр — Андрей Владимирович Поляков.
В 2006—2011 гг. Пензенский ТЮЗ не имевший своего здания, был вынужден арендовать часть помещений бывшего кинотеатра, а ныне киноконцертного зала «Октябрь» (г. Пенза, ул. Кирова, д. 39). Здание, в котором первоначально располагался ТЮЗ, осенью 2009 года было передано Законодательному собранию Пензенской области.
В апреле 2011 г. Пензенский ТЮЗ наконец получил собственное здание — ему был передан бывший дом культуры бумажной фабрики «Маяк революции» (ныне — ОАО «Маяк»), расположенный по адресу: г. Пенза, ул. Тарханова, д. 11а. А весной 2022 года в здании ТЮЗа начался капитальный ремонт. Сегодня обновлённый, модернизированный и технически оснащённый театр вновь открыл свои двери для зрителей. Первым после ремонта 25 марта 2023 года был показан спектакль «Не в свои сани не садись» по пьесе А.Н. Островского (2023 год - юбилейный год Островского), а на следующий день юные зрители посмотрели сказку "Ослиная Шкура" по произведению Шарля Перро.
В репертуаре театра на сегодняшний день постановки В. Карпова, заслуженного работника культуры Пензенской области И. Дрожжиловой, А. Полякова, М. Корольковой, С. Захарина. Возглавляют Пензенский ТЮЗ директор А.П. Сердцев (с 2022 г.) и художественный руководитель В.И. Карпов (с 2016 г.).

## Труппа театра
- Заслуженный работник культуры Пензенской области Дрожжилова Ирина Алексеевна

«Юконский ворон» — афиша постановки 2018 года, посвящённой 210-летию Л. А. Загоскина (по мотивам романа С. Н. Маркова)

- Лещенко Людмила Николаевна
- Коновалова Татьяна Ивановна
- Кинге Марина Павловна
- Гузеева Екатерина Васильевна
- Кабулахин Денис Вячеславович
- Карпова Юлия Константиновна
- Копёнкин Вячеслав Владимирович
- Куклева Дарья Юрьевна
- Милкина Юлия Николаевна
- Полякова Анастасия Алексеевна
- Путютина Мария Юрьевна
- Савин Юрий Алексеевич
- Савина Марина Андреевна
- Синицын Евгений
- Солошенкова Ирина Сергеевна
- Тельнов Сергей Геннадьевич
- Хайкин Никита Александрович
- Ширин Дмитрий Сергеевич

## Репертуар
- "Не в свои сани не садись" (А.Н. Островский)
- "Кижеватов (Страницы истории)" (Е. Юсупова)
- "Счастье есть!" (О. Генри)
- "Ослиная Шкура" (Ш. Перро)
- "Вождь краснокожих" (О. Генри)
- "Страстно, горячо, красиво..." (А.П. Чехов)
- "Пушкин жив!" (по произведениям А.С. Пушкина)
- "Летучий корабль" (по русским сказкам)
- "Горе от ума" (А.С. Грибоедов)
- "Слова, рождённые войной" (по произведениям участников ВОВ)
- "Стойкий оловянный солдатик" (Х.К. Андерсен)
- "Царевна Несмеяна" (В. Илюхов)
- "Маленькие трагедии" (А.С. Пушкин)
- "Винни-Пух и компания" (А. Милн)
- "Домовёнок Кузя" (Т. Александрова)
- "Изергиль (Бог сделает меня сильной...)" (М. Горький)
- "Гроза" (А.Н. Островский)
- "Юконский ворон" (Е. Юсупова)
- "Синема-синема" (по музыке советского кино)
- "Тётя Вера кидается огурцами" (Е. Киселькова, Д. Бурачевская)
- "Семь волшебных желаний" (В. Карпов)
- "Красный уголок" (М. Розовский)
- "Сказка о царе Салтане..." (А.С. Пушкин)
- "Снежные искорки" (О. Розум)
- "Герой" (Д.М. Синг)
- "Демон" (М.Ю. Лермонтов)
- "Красная Шапочка" (В. Мютников)
- "Каша из топора" (В. Соколов)
- "Сказка о дружбе" (В. Карпов)

## Награды
Пензенский ТЮЗ неоднократно становился победителем  региональных, всероссийских и международных фестивалей: II Международного фестиваля «Театр и детство» (г. Стерлитамак, 2001 г.); Межрегионального фестиваля «Театральные встречи на Суре» (г. Пенза, 2007 г.); Всероссийской премии «Грани Театра масс» (2016 г.); IX Открытого фестиваля театральных коллективов «Виват, Театр!» (г. Тамбов, 2016 г.); III и IV Открытого международного фестиваля русской традиционной культуры «Жар-птица» (г. Пенза, 2017 г. и 2018 г.); I Всероссийского фестиваля уличного и камерного искусства «Мечты Ассоль» (г. Пенза, 2019 г.); I Международного фестиваля театральных спектаклей на улице «Театральные экзерсисы» (г.Пенза, 2019 г.), Международного театрального фестиваля «Золотая провинция» (г. Кузнецк, 2022).